# Грб Приморско-горанске жупаније
Грб Приморско-горанске жупаније је званични грб хрватске територијалне јединице, Приморско-горанска жупанија. 

## Опис грба
Грб Приморско-горанске жупаније је на немачком штиту који је раздељен на горњи и доњи део, те у горњој половини поново подељен на два једнака дела.
Хералдички гледано, грб у горњем десном углу има 20 наизменично посложених црвених и сребрних квадрата. У горњем левом углу је приказ приморског градића иза којег се налази зелена гора са снежним врхом. Изнад брда је плаво небо на којем се једно преко другог налазе укрштени златна сабља и сребрни топуз. У доњем и највећем делу грба је приказан смеђи једрењак с белим једрима прегревања златном шестокраком звездом. Једрењак се налази на плавој подлози између две литице природних боја.